# Masters de Hamburgo 2007
El Abierto de Hamburgo de 2007 fue un torneo de tenis jugado sobre tierra batida, que fue parte de las Masters Series. Tuvo lugar en Hamburgo, Alemania, desde el 14 de mayo hasta el 22 de mayo de 2007.

## Campeones

### Individuales
Roger Federer vence a  Rafael Nadal, 2-6, 6-2, 6–0

### Dobles
Bob Bryan /  Mike Bryan vencen a  Paul Hanley /  Kevin Ullyett, 6–4, 5–7, 10–8